# Eburia quadrimaculata
Eburia quadrimaculata är en skalbaggsart som först beskrevs av Carl von Linné 1767.  Eburia quadrimaculata ingår i släktet Eburia och familjen långhorningar.
Artens utbredningsområde är:
- Kuba.
- Guadeloupe.

Inga underarter finns listade i Catalogue of Life.